# Adlerhorn
De Adlerhorn is een 3988 meter hoge bergtop in de Walliser Alpen in het Zwitserse kanton Wallis. De berg ligt op het grondgebied van de gemeente Zermatt, net ten westen van de top van de Strahlhorn (4190 meter), nabij de Findelgletscher, niet ver van de grens met Italië. De Adlerhorn wordt vaak beklommen in de afdaling van deze Strahlhorn, in de richting van de Monte-Rosa-Hütte (2795 meter). De berg wordt ook beklommen vanaf de Britanniahütte (3030 meter) en het Berghaus Flue (Fluhalpe) (2618 meter).